# Leopold Auer

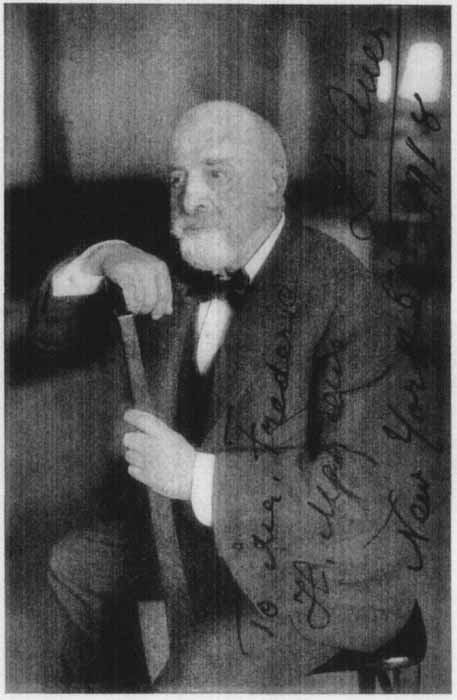
Leopold Auer

Leopold (von) Auer (in het Hongaars: Auer Lipót) (Veszprém, 7 juni 1845 - Loschwitz, Dresden, 15 juli 1930) was een Hongaars klassiek violist, muziekpedagoog, dirigent en componist.

## Levensloop
Auer studeerde bij Ridley Köhne in Boedapest, bij Jakob Dont in Wenen en ten slotte bij Joseph Joachim in Hannover. Van 1868 tot 1917 doceerde hij aan het  Rimsky-Korsakov Conservatorium in Sint-Petersburg. Na de Oktoberrevolutie verliet hij Rusland en emigreerde naar de Verenigde Staten waar hij een docentschap kreeg aan de Curtis Institute of Music in Philadelphia en aan het Institute of Musical Art (het latere Juilliard) in New York. In 1926 werd hem het Amerikaanse staatsburgerschap toegekend.
Auer was een belangrijk vioolpedagoog. Veel van zijn studenten zijn beroemd geworden, zoals Efrem Zimbalist, Nathan Milstein, Mischa Elman en Jascha Heifetz.
Diverse componisten droegen werk aan hem op, zoals Aleksandr Glazoenov, Sergej Tanejev en Anton Arenski. Hoewel Tsjaikovski zijn vioolconcert aan Auer opdroeg weigerde Auer het aanvankelijk te spelen, omdat hij het onspeelbaar vond. Pas veel later (1893) plaatste Auer ook dit werk op zijn repertoire, maar hij wijzigde daarbij wel bepaalde passages. Veel violisten volgen sindsdien Auers wijzigingen in hun uitvoering van dat concert.
Auer stierf in 1930 in Loschwitz bij Dresden en werd begraven op de Ferncliff Begraafplaats in Hartsdale (New York).
De Hongaarse componist György Ligeti (1923-2006) was Auers neef. De jazzvibrafonist Vera Auer (1919-1996) was zijn nichtje en acteur Mischa Auer (geboren Mischa Ounskowski) zijn kleinzoon.

## Composities
Auer schreef een klein aantal werken voor zijn instrument, waaronder de Hungarian Rhapsody voor viool en piano. Hij componeerde cadenzen voor diverse vioolconcerten van andere componisten, zoals voor het vioolconcert van Beethoven en het vioolconcert van Brahms.